# Евпраксия Всеволодовна
Евпра́ксия Все́володовна (в западноевропейских источниках: Адельге́йда (Аделаи́да), нем. Adelheid, Праксе́да, лат. Praxedis; 1069/1071 — 9 июля 1109) — дочь Всеволода Ярославича, сестра Владимира Мономаха, вторая жена императора Священной Римской империи Генриха IV, императрица Священной Римской империи.

## Биография

### Графиня фон Штаде
Попала в Германию между 1083 и 1086 гг. как невеста Генриха Штадена, маркграфа Саксонской Северной марки (с которым  князья Киевской Руси имели традиционный союз). Генрих был родственником жены великого князя киевского Святослава Ярославича, Оды: её мать Ида фон Эльсдорф усыновила отца Генриха Удо. Исследователи предполагают, что этот брак был нужен отцу Евпраксии Всеволоду для усиления своих позиций перед Европой в противостоянии с племянником Ярополком, который был женат на немецкой графине Кунигунде.
Евпраксия была выдана замуж за маркграфа Генриха. В Германию она прибыла с большой свитой и караваном верблюдов, нагруженных богатыми одеждами, драгоценными камнями и большим количеством сокровищ.
В июне 1087 года её муж умер, детей от этого брака не было.

### Императрица
Вероятно, Евпраксия была очень красива, потому что в неё влюбился император Священной Римской империи Генрих IV. Обручение с ним состоялось через год после смерти её первого мужа, в 1088 году. В начале осени Евпраксия в качестве «наречённой» Генриха IV пребывала в монастыре в Кведлинбурге под опекой аббатисы Адельгейды, сестры императора.
14 августа 1089 года магдебургский архиепископ Гартвиг в Кёльнском соборе венчал 39-летнего Генриха IV и молодую киевлянку Евпраксию, после обращения в католичество принявшую имя Адельгейда (Аделаида). Коронация королевы Адельгейды произошла вскоре после Рождества 1089 г. в Кёльне. Этот брак укрепил связи императора с саксонскими правителями.

### Кризис между супругами
Охлаждение между супругами наступило быстро, стремительно принимая скандальные формы на фоне ожесточённой борьбы за инвеституру.
В том же году, благодаря удачной дипломатии римского папы Урбана II, противники Генриха IV заключают политический и военный союз — 43-летняя Матильда Тосканская вступает в брак с 17-летним Вельфом V.
В марте 1090 года Генрих IV возвращается в Италию, чтобы вмешаться в борьбу между Климентом III и Урбаном II и продолжить войну против Матильды. В апреле 1090 года Генрих IV прибыл в Верону, куда чуть позже перебрался и его двор. Исключая короткий период жизни в Падуе (январь — август 1091 года), Евпраксия вплоть до 1093 года оставалась в Вероне, где в 1092 году умер её новорождённый сын и где происходят основные события осложнения отношений с Генрихом.
Накануне Пасхи 1091 года Генрих IV захватил после длительной многомесячной осады Мантую, которую оборонял граф Вельф. С весны 1092 года Генрих IV осаждал крепость Монтевельо, но в октябре вынужден был от неё отступить, повернув своё войско в сторону Каноссы. Здесь фортуна окончательно отвернулась от императора — в октябре 1092 года Генрих IV потерпел поражение под стенами Каноссы; города Милан, Кремона, Лоди, Пьяченца заключили оборонительный и наступательный союз против императора и взяли под свой контроль альпийские перевалы, так что на этот раз Генрих оказался отрезанным от Германии, вынужден был вернуться в Венецию и в течение трёх лет, с 1093 по 1096 год, не мог вернуться в Германию. Его сын Конрад в 1093 году примкнул к Папе и его сторонниками в Милане был возведён на трон короля Италии.
Сообщается, что Генрих очень ревновал свою жену и плохо с ней обращался. Одно из таких свидетельств приводит Н. М. Карамзин: «Желая испытать целомудрие Агнесы, Генрих велел одному барону искать её любви. Она не хотела слушать прелестника; наконец докуками его выведенная из терпения, назначила ему время и место для тайного свидания. Вместо барона явился сам император, ночью, в потемках, и вместо любовницы встретил дюжину слуг, одетых в женское платье, которые, исполняя приказ императрицы, высекли его без милосердия, как оскорбителя её чести. В мнимом бароне узнав своего мужа, Агнесса сказала: „Для чего шел ты к законной супруге в виде прелюбодея?“ Раздраженный Генрих, считая себя обманутым, казнил барона, а целомудренную Агнессу обругал с гнусной жестокостью: нагую показал молодым людям, велев им также раздеться».
В «Штаденских анналах» также указывается: «Конрад, сын Генриха от первого брака, восстал против своего отца по следующей причине. Король Генрих возненавидел королеву Адельхайду, свою жену, да так, что ненависть была ещё сильнее, чем страсть, с которой он её прежде любил. Он подверг её заключению, и с его позволения многие совершали над ней насилие. Как говорят, он впал в такое безумие, что даже упомянутого сына убеждал войти к ней. Так как тот отказывался осквернить ложе отца, король, уговаривая его, принялся утверждать, будто он не его сын, а одного герцога, на которого названный Конрад был чрезвычайно похож лицом».
Существует версия, что происходило это потому, что Генрих входил в секту николаитов, практиковавших оргии. В свою очередь, Г. Альтхофф считает, что поскольку брак императора с Евпраксией был частью мирного соглашения с саксонскими правителями и она являлась своеобразной заложницей, то его отношение к жене поменялось после того, как у него начались осложнения с саксонцами. То, что Генрих приказывал насиловать жену, по мнению Альтхоффа, было наказанием заложницы, представлявшей сторону, не выполнившую своих обязательств.

### Европейский скандал
Будучи фактически узницей в Вероне, Евпраксия бежит оттуда (в конце 1093 года) под покровительство Папы Римского. У стен Вероны её встретил отряд во главе с Вельфом V и успешно доставил её в Каноссу к Матильде Тосканской.
На церковном соборе в Констанце (апрель 1094) и на синоде в Пьяченце (март 1095) Евпраксия свидетельствовала против Генриха, обвинив его в принуждении к супружеским изменам, в частности, к сожительству со старшим сыном Конрадом, а также обвинила императора в оргиях и сатанизме. Папа Урбан II вновь предал Генриха анафеме. Жалоба Евпраксии была признана справедливой, и она получила отпущение грехов.
Некоторое время после этого Евпраксия жила в Италии, по-видимому при дворе сына Генриха Конрада. Но около 1096—1097 г., как полагают, она отправилась в Венгрию, «где у неё было много родственников», но там не задержалась и около 1099 года вернулась в Киев, где жила её мать. После смерти Генриха в августе 1106 года Евпраксия постриглась в монахини (6 декабря 1106 года) и умерла в 1109 году. Похоронена в Печерском монастыре.

## В художественной литературе
- Александр Дюма-отец. Пракседа.
- Павел Загребельный. Евпраксия
- Казовский М. Г. Месть Адельгейды.
- Ладинский А. П. Последний путь Владимира Мономаха. — Минск: Изд-во «Университетское», 1987. — 384 с.
- Октавиан Стампас. Рыцарь Христа. — М.: OCTO PRINT, 1996. — (Тамплиеры. Исторические хроники рыцарей Ордена Храма Соломонова).
- Антонов А. И. Евпраксия. Роман. — М.: Мир книги, Литература, 2010.